# Felix Agu
Felix Agu (Osnabrück, 27 september 1999) is een Duits voetballer die doorgaans speelt als vleugelverdediger. In juli 2020 verruilde hij VfL Osnabrück voor Werder Bremen.

## Clubcarrière
Agu speelde in de jeugd van Osnabrücker SC en werd in 2010 opgenomen in de opleiding van VfL Osnabrück. Zijn debuut voor die club maakte hij op 28 april 2018, toen thuis tegen Carl Zeiss Jena met 1–2 werd verloren. Namens die club scoorden Timo Mauer en Maximilian Wolfram, waarna Konstantin Engel wat terug deed. Agu mocht van coach Daniel Thioune in de basis beginnen en hij speelde het gehele duel mee.
In juli 2020 vertrok Agu transfervrij naar Werder Bremen, waar hij zijn handtekening zette onder een verbintenis voor de duur van vier seizoenen. Na een aantal invalbeurten mocht hij op 16 januari 2021 voor het eerst in de basis starten, toen hij begon als linksachter tegen FC Augsburg. In de laatste tien minuten wist hij een assist te geven op Theodor Gebre Selassie en ook zelf doel te treffen. Hierdoor won Werder Bremen met 2–0. Aan het einde van het seizoen 2020/21 degradeerde Werder naar de 2. Bundesliga, maar een jaar later werd weer promotie behaald naar de Bundesliga. In januari 2024 werd zijn aflopende verbintenis opengebroken en met een jaar verlengd en later dat jaar werd deze nogmaals verlengd, tot medio 2027.

## Clubstatistieken
| Seizoen | Club          | Competitie    | Competitie | Competitie | Beker | Beker | Internationaal | Internationaal | Totaal | Totaal |
| Seizoen | Club          | Competitie    | Wed.       | Dlp.       | Wed.  | Dlp.  | Wed.           | Dlp.           | Wed.   | Dlp.   |
| ------- | ------------- | ------------- | ---------- | ---------- | ----- | ----- | -------------- | -------------- | ------ | ------ |
| 2017/18 | VfL Osnabrück | 3. Liga       | 2          | 0          | 0     | 0     | —              | —              | 2      | 0      |
| 2018/19 | VfL Osnabrück | 3. Liga       | 15         | 2          | 0     | 0     | —              | —              | 15     | 2      |
| 2019/20 | VfL Osnabrück | 2. Bundesliga | 28         | 0          | 1     | 0     | —              | —              | 29     | 0      |
| 2020/21 | Werder Bremen | Bundesliga    | 15         | 1          | 3     | 1     | —              | —              | 18     | 2      |
| 2021/22 | Werder Bremen | 2. Bundesliga | 26         | 0          | 1     | 0     | —              | —              | 27     | 0      |
| 2022/23 | Werder Bremen | Bundesliga    | 3          | 0          | 0     | 0     | —              | —              | 3      | 0      |
| 2023/24 | Werder Bremen | Bundesliga    | 24         | 0          | 0     | 0     | —              | —              | 24     | 0      |
| Totaal  | Totaal        | Totaal        | 113        | 3          | 5     | 1     | 0              | 0              | 118    | 4      |

Bijgewerkt op 26 juli 2024.

## Erelijst
| 3. Liga | 1 | 2018/19 |